# Михаил Лазарев
Михаил Петрович Лазарев е руски мореплавател, пътешественик-изследовател на Антарктика, адмирал. Извършва три околосветски плавания.

## Ранни години (1788 – 1813)
Роден е на 3 ноември 1788 година в град Владимир, Руска империя, в дворянско семейство. През 1800 г. заедно с двамата си братя, постъпва в Морския кадетски корпус. През 1803 получава първото си морско звание – гардемарин, а през декември 1805 – първи офицерски чин – мичман. Заедно с 30 други отличници на корпуса е изпратен в Англия, където служи на военни кораби до 1808 и където се запознава задълбочено с военноморските порядки. В продължение на пет години се намира в непрекъснати плавания в Атлантическия океан и Средиземно море.
От 1808 до 1813 г. служи в Балтийския флот, като участва в Руско-шведската война (1808 – 1809) и Отечествената война (1812).

## Експедиционна дейност (1813 – 1825)

### Първо околосветско плаване (1813 – 1816)
През 1813 г., вече лейтенант, Лазарев е назначен за командир на кораба „Суворов“, с който извършва околосветско плаване, основна цел на което е установяването на регулярни морски връзки с Руска Америка и подобряване на използването на природните богатства на района.
На 9 октомври 1813 отплава от Кронщад. На 27 февруари 1814 напуска Портсмут и се отправя на юг. На 2 април пресича екватора и на 21 април акостира в Рио де Жанейро, където остава до 24 май. На 14 август „Суворов“ влиза в пристанището на Порт Джексън в Австралия, където е приветстван от бреговата артилерия по случай окончателната победа над Наполеон. На 28 септември 1814, на 13°07′ ю. ш. 163°07′ з. д. / 13.116667° ю. ш. 163.116667° з. д., открива атола Суворов в северните острови Кук, на 10 октомври отново пресича екватора и през ноември достига до Руска Америка, където доставя голямо количество стоки и оборудване. Зимува в Новоархангелск. През пролетта на 1815 посещава Алеутските о-ви, където натоварва голямо количество кожи и през юли напуска Руска Америка. Посещава Сан Франциско, Каляо в Перу, заобикаля нос Хорн, отново спира в Рио де Жанейро и през юли 1816 се завръща в Кронщад.

### Второ околосветско плаване до Антарктика (1819 – 1821)
През 1819 – 1821 командва кораба „Мирни“ в антарктическата околосветска експедиция на Фадей Белингсхаузен, която открива Антарктида. За своето успешно участие в експедицията Лазарев е повишен в чин капитан 2-ри ранг, като прескача чина капитан-лейтенант.

### Трето околосветско плаване (1822 – 1825)
По време на антарктическото плаване на Белинсхаузен и Лазарев се изостря обстановката в Руска Америка. Все по-голям размах придобиват действията на английските и американските контрабандисти на кожи. Поради тази причина е взето решение към бреговете на Руска Америка да бъде изпратена военна ескадра, която да охранява водите на Аляска. За командир на тази ескадра (фрегатата „Крайцер“) е назначен Лазарев, а на по-малкия кораб „Ладога“ – брат му Андрей.
На 17 август 1822 отплава от Кронщад. Посещава Портсмут, Канарските о-ви, Рио де Жанейро, Тасмания, Таити и през юли 1823 достига до Руска Америка. Около година Лазарев престоява край бреговете на Руска Америка, охранявайки руските териториални води от контрабандистите. На 16 октомври 1824 отплава за родината, където пристига на 5 август 1825. За образцово изпълнената задача е произведен в капитан 1-ви ранг.

## Служба в Черноморския флот и смърт (1826 – 1851)
През 1826 е назначен за командир на строящия се в Архангелск кораб „Азов“, с който през 1827 участва в Наваринското сражение за освобождаване на гръцкия народ от турците. За участието си в сражението Лазарев е произведен в контраадмирал и награден с три ордена – гръцки, английски и френски. През 1828 – 1829 ръководи блокадата на Дарданелите, а през 1830 – командва ескадра кораби в Балтийско море.
От 1833 до 1850 г. ръководи Руския черноморски флот. През 1834 е произведен във вицеадмирал. По време на управлението му Черноморския флот коренно се преобразява. Въвежда нова система за обучение на моряците. Щатовете на корабите са напълно окомплектовани и оборудвани с артилерия от високо качество. Построени са нови 40 ветроходни кораба, 6 парахода-фрегати и 28 парахода. Освен на корабите Лазарев обръща внимание и на сушата, където е реорганизирана Морската библиотека в Севастопол. Построява Дом на флота и училище за матроски деца в Севастопол. В Николаев, Одеса и Новоросийск построява новите здания на адмиралтействата и започва строителството на адмиралтейството в Севастопол. Започва издаването на карти и атласи на Черно море и крайбрежието му.
Избран е за почетен член на Руското географско дружество, Казанския университет и други научни дружества. Нововъведенията извършени от Лазарев в Руския черноморски флот оказват огромно значение за флота и като цяло за Русия по време на Кримската война (1853 – 1856). Под негово ръководство и наставление израстват такива известни руски флотоводци като Нахимов, Корнилов, Истомин, Бутаков и други.
Умира на 23 април 1851 година във Виена, Австрийска империя, на 62-годишна възраст. Погребан е в Севастопол, където през 1867 му е издигнат паметник. Негови паметници има и в Сочи и Новгород.

## Памет
Неговото име носят:
- атол Лазарев (Матаива, 14°53′ ю. ш. 148°43′ з. д. / 14.883333° ю. ш. 148.716667° з. д.) в архипелага Туамоту;
- Бряг Лазарев, на остров Петър I, в море Белингсхаузен, край бреговете на Антарктида;
- връх Лазарев (54°39′ с. ш. 163°31′ з. д. / 54.65° с. ш. 163.516667° з. д.) в югоизточния част на остров Унимак, от Алеутските о-ви;
- жилищен район Лазарев в град Сочи, Русия;
- залив Лазарев (69°20′ ю. ш. 72°10′ з. д. / 69.333333° ю. ш. 72.166667° з. д.) на море Белингсхаузен, на северозападното крайбрежие на остров Земя Александър I;
- море Лазарев (68° ю. ш. 5° и. д. / 68° ю. ш. 5° и. д.) в южната част на Атлантическия океан, край бреговете на Антарктида;
- нос Лазарев (54°37′ с. ш. 163°35′ з. д. / 54.616667° с. ш. 163.583333° з. д.) на югоизточния бряг на остров Унимак, от Алеутските о-ви;
- нос Лазарев (52°14′ с. ш. 141°31′ и. д. / 52.233333° с. ш. 141.516667° и. д.) в Хабаровски край, на брега на протока Невелски, отделящ остров Сахалин от континента;
- остров Лазарев (бивш остров) в източната част на Аралско море;
- планинска верига Лазарев (69°23′ ю. ш. 157°10′ и. д. / 69.383333° ю. ш. 157.166667° и. д.) в Антарктида, на Земя Виктория;
- площади „Михаил Лазарев“ в Севастопол, Украйна и Владимир, Русия;
- подводна падина Лазарев (65°35′ ю. ш. 130°00′ и. д. / 65.583333° ю. ш. 130° и. д.) в Индийския океан, край бреговете на Антарктида;
- полярна станция Лазаревская (69°58′ ю. ш. 12°55′ и. д. / 69.966667° ю. ш. 12.916667° и. д.) в Антарктида, на Бряг принцеса Астрид, действаща от 10 март 1959 до 26 февруари 1961 г.;
- полярна станция Новолазаревская (70°47′ ю. ш. 11°49′ и. д. / 70.783333° ю. ш. 11.816667° и. д.) в Антарктида, на Бряг принцеса Астрид, действаща от 18 януари 1961 г.;
- риф Лазарев (54°36′ с. ш. 163°35′ з. д. / 54.6° с. ш. 163.583333° з. д.) край югоизточния бряг на остров Унимак, от Алеутските о-ви;
- селище Лазарев (52°13′ с. ш. 141°30′ и. д. / 52.216667° с. ш. 141.5° и. д.) в Хабаровски край, на брега на протока Невелски, отделящ остров Сахалин от континента;
- улици „Михаил Лазарев“ в Сочи, Москва, Санкт Петербург и Липецк, Русия;
- шелфов ледник (70°00′ ю. ш. 14°30′ и. д. / 70° ю. ш. 14.5° и. д.) в Антарктида, на Бряг принцеса Астрид.